# 46 Gwardyjski Pułk Nocnych Bombowców

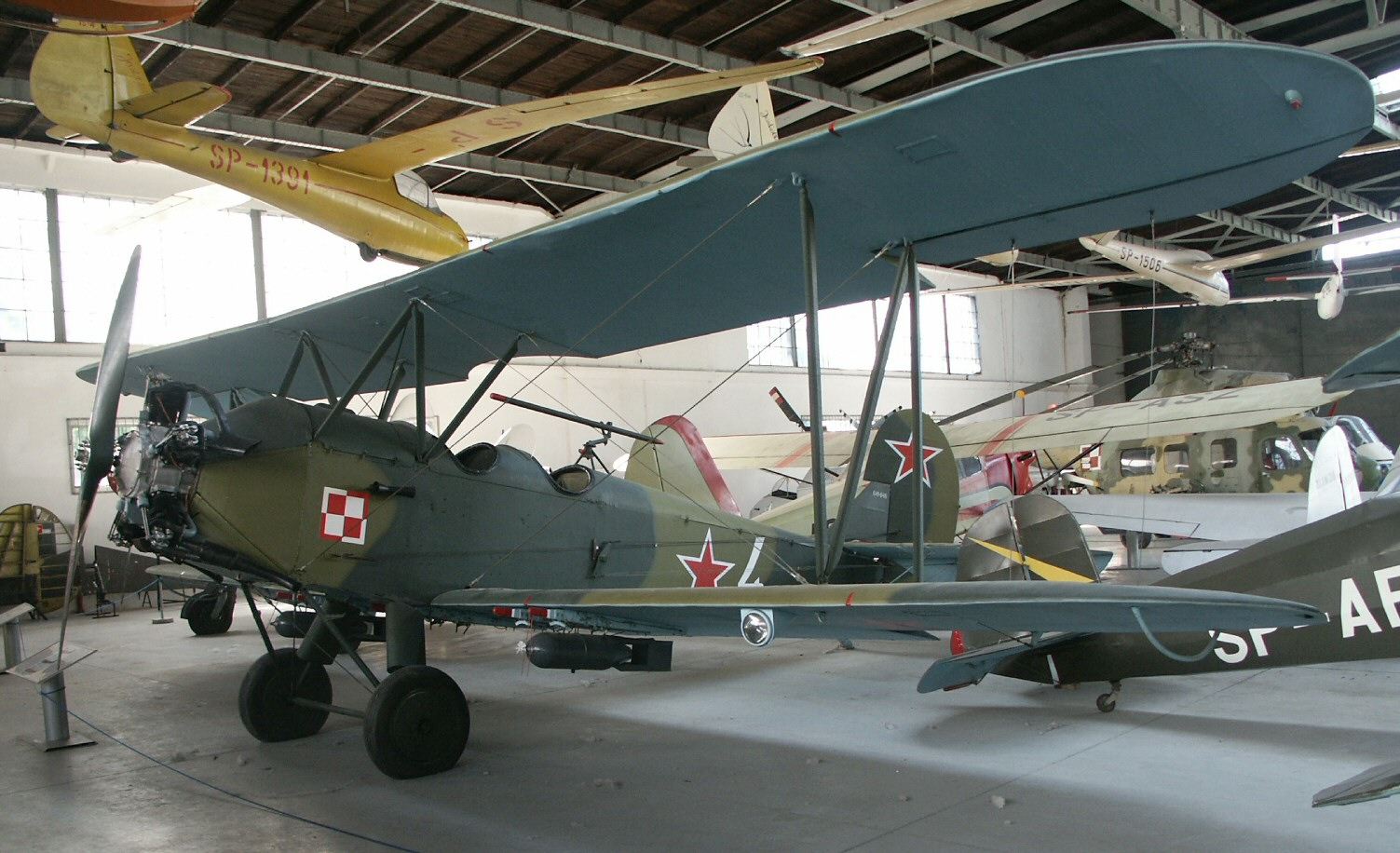
Po-2LNB w Muzeum Lotnictwa Polskiego w Krakowie – na takich maszynach latały załogi 588. Pułku

Nocne wiedźmy (niem. Nachthexen, ros. Ночные ведьмы, nocznyje wiedmy) – popularna nazwa 588 Pułku Nocnych Bombowców (w późniejszym okresie 46 Tamańskiego Gwardyjskiego Pułku Nocnych Bombowców), złożonego z samych kobiet oddziału Sił Powietrznych ZSRR. Pułk działał w trakcie II wojny światowej. Został utworzony przez płk Marinę Raskową, a dowodziła nim mjr Jewdokija Bierszanska.

## Historia
Pułk wykonywał tzw. naloty nękające i bombardowania precyzyjne wymierzone przeciw siłom niemieckim na froncie wschodnim od 1942 do końca wojny. W szczytowym okresie w skład pułku wchodziło 40 dwuosobowych załóg. Wykonały one ponad 23 tysiące misji, zrzucając około trzech tysięcy ton bomb. Był to najczęściej odznaczany oddział Sił Powietrznych ZSRR. Do końca wojny każda z załóg odbyła ponad tysiąc misji. Dwadzieścia trzy członkinie pułku otrzymały tytuł Bohatera Związku Radzieckiego. Życie straciło trzydzieści członkiń pułku.
Pułk latał na dwupłatowcach Po-2 (do 1944 nazywane U-2), o konstrukcji drewniano-płóciennej. Zaprojektowane w 1928, miały służyć jako samoloty treningowe i rolnicze. Jednak z powodu braku innych maszyn przesunięto go do zadań rozpoznawczych, łącznikowych, sanitarnych, a nawet bombowych i szturmowych. Każdy samolot zabierał zaledwie 200 kilogramów bomb, więc nierzadko jedna załoga musiała odbywać kilka lotów jednej nocy. Choć samolot był przestarzały i powolny, to jego zdolności manewrowe i wytrzymałość konstrukcji niejednokrotnie ratowały jego pilotów z opresji. Prędkość maksymalna samolotu była niższa niż prędkość przeciągnięcia podstawowych myśliwców Luftwaffe (Messerschmitt Bf 109 i Focke-Wulf Fw 190), tak więc niemieccy piloci mieli trudności z zajęciem dogodnej pozycji do strzału (z tyłu za ogonem samolotu). Był natomiast wrażliwy na ostrzał artylerii przeciwlotniczej, dlatego misji dziennych na nim praktycznie nie wykonywano.
Schemat ataku najczęściej przebiegał następująco: samoloty startowały z lotniska i nabrawszy nad nim wysokości (w zależności od warunków terenowych od kilkunastu do kilkudziesięciu metrów nad ziemią), kierowały się nad cel, aby podejść do ataku z płytkiego lotu nurkowego lub koszącego. W pobliżu celu załogi zmniejszały moc silnika do minimum, podchodząc do ataku w niemal absolutnej ciszy. Jedyną oznaką zagrożenia był świst wiatru w naciągach i zastrzałach samolotów, a kolejną już wybuchy bomb, zrzucanych przez Po-2. Po pozbyciu się ładunku, samoloty zawracały do bazy.
Ze względu na bardzo mały udźwig samolotu, celem bombardowań nie były obiekty strategiczne (np. składy paliw, place postojowe, sztaby itp.), ale głównie te, które pozwalały przeciętnemu żołnierzowi na w miarę normalne funkcjonowanie na froncie (a więc łaźnie, baraki, kuchnie polowe itp.). Miało to osłabiać morale Niemców, którzy przezwali pilotki 588 Pułku „nocnymi wiedźmami”. Podobnie jak w przypadku innych pejoratywnych określeń, nazwa ta przyjęła się wśród Rosjanek jako powód do dumy.
Począwszy od czerwca 1942, 588 Pułk wchodził w skład 4 Armii Lotniczej. W lutym 1943 przemianowano go na 46 Gwardyjski Pułk Nocnych Bombowców, a w październiku tego samego roku uhonorowano go nazwą wyróżniającą 46 Tamański Gwardyjski Pułk Nocych Bombowców. Nazwa „Tamański” została wybrana ze względu na wkład oddziału w czasie walk o Półwysep Tamański w 1943.

## Bohaterki Związku Radzieckiego
- Raisa Aronowa
- Wiera Bielik
- Antonina Chudiakowa
- Marina Czeczniewa
- Rufina Gaszewa
- Polina Gelman
- Tatjana Makarowa
- Natalija Mieklin
- Jewdokija Nikulina
- Jewdokija Nosal
- Zoja Parfionowa
- Jewdokija Paśko
- Nadieżda Popowa
- Nina Raspopowa
- Jekatierina Riabowa
- Łarisa Rozanowa
- Jewgienija Rudniewa
- Olga Sanfirowa
- Irina Siebrowa
- Marija Smirnowa
- Maguba Syrtłanowa
- Nina Uljanienko
- Jewgienija Żygulenko

## Odniesienia w kulturze
Szwedzki zespół powermetalowy Sabaton nagrał na temat tego pułku utwór „Night Witches”.